# Crazy Taxi: City Rush
Crazy Taxi: City Rush est un jeu vidéo de course développé par Hardlight Studio et édité par Sega, sorti en 2014 sur iOS et Android.

## Accueil
- Gamezebo : 3,5/5[1]
- Pocket Gamer : 6/10[2]
- TouchArcade : 3,5/5[3]